# Slipknots diskografi
Det amerikanske Heavy Metal band Slipknots diskografi omfatter fem studiealbum, atten singler, et live-album, en opsamling, fire-og-tyve musikvideoer, fire videoalbum og ni maxisingler. I maj 2016 havde Slipknot solgt over tredive millioner plader verden over.

## Studiealbum
| Udgivelsesdato   | Album                           | Pladeselskab       | Placering på hitliste | Placering på hitliste  | Placering på hitliste | Placering på hitliste | Placering på hitliste | Placering på hitliste | Placering på hitliste | Amerikansk tildeling | Britisk tildeling | Tysk tildeling |
| Udgivelsesdato   | Album                           | Pladeselskab       | USA                   | Det Forenede Kongerige | Tyskland              | Frankrig              | Østrig                | Sverige               | Finland               | Amerikansk tildeling | Britisk tildeling | Tysk tildeling |
| ---------------- | ------------------------------- | ------------------ | --------------------- | ---------------------- | --------------------- | --------------------- | --------------------- | --------------------- | --------------------- | -------------------- | ----------------- | -------------- |
| 29. juni 1999    | Slipknot                        | Roadrunner Records | 51                    | 37                     | -                     | 175                   | -                     | 53                    | 30                    | 2x Platinum          | Platinum          | -              |
| 28. august 2001  | Iowa                            | Roadrunner Records | 3                     | 1                      | 4                     | 7                     | 8                     | 10                    | 3                     | Platinum             | Platinum          | Gold           |
| 25. maj 2004     | Vol. 3: (The Subliminal Verses) | Roadrunner Records | 2                     | 5                      | 2                     | 6                     | 5                     | 2                     | 2                     | Platinum             | Gold              | Gold           |
| 26. august 2008  | All Hope Is Gone                | Roadrunner Records | 1                     | 2                      | 2                     | 3                     | 2                     | 1                     | 1                     | Platinum             | Gold              | Gold           |
| 21. oktober 2014 | .5: The Gray Chapter            | Roadrunner Records | 1                     | 2                      | 2                     | 8                     | 2                     | 3                     | 4                     | Gold                 | Gold              | Gold           |
| 9. august 2019   | We Are Not Your Kind            | Roadrunner Records | 1                     | 1                      | 2                     | 2                     | 3                     | 4                     | 1                     | -                    | Silver            | -              |

## Singler
| År   | Titel              | Placering på hitliste | Placering på hitliste | Placering på hitliste | Placering på hitliste         | Album                           |
| År   | Titel              | Billboard Hot 100     | US Mainstream Rock    | UK Singles Chart      | UK Rock & Metal Singles Chart | Album                           |
| ---- | ------------------ | --------------------- | --------------------- | --------------------- | ----------------------------- | ------------------------------- |
| 1999 | Wait and Bleed     | -                     | 34                    | 27                    | 1                             | Slipknot                        |
| 1999 | Spit It Out        | -                     | -                     | 28                    | 1                             | Slipknot                        |
| 2001 | Left Behind        | -                     | 30                    | 24                    | 5                             | Iowa                            |
| 2001 | My Plague          | -                     | -                     | 43                    | -                             | Iowa                            |
| 2004 | Duality            | 106                   | 5                     | 15                    | 1                             | Vol. 3: (The Subliminal Verses) |
| 2004 | Vermilion          | -                     | 14                    | 31                    | 2                             | Vol. 3: (The Subliminal Verses) |
| 2005 | Before I Forget    | -                     | 11                    | 35                    | 3                             | Vol. 3: (The Subliminal Verses) |
| 2005 | The Nameless       | -                     | 25                    | -                     | -                             | Vol. 3: (The Subliminal Verses) |
| 2006 | The Blister Exists | -                     | -                     | -                     | -                             | Vol. 3: (The Subliminal Verses) |
| 2008 | All Hope Is Gone   | -                     | -                     | 98                    | -                             | All Hope Is Gone                |
| 2008 | Psychosocial       | 102                   | 7                     | 67                    | 17                            | All Hope Is Gone                |
| 2008 | Dead Memories      | -                     | 3                     | -                     | 37                            | All Hope Is Gone                |
| 2009 | Sulphur            | -                     | 18                    | -                     | -                             | All Hope Is Gone                |
| 2009 | Snuff              | 110                   | 2                     | -                     | -                             | All Hope Is Gone                |
| 2014 | The Negative One   | -                     | 33                    | 71                    | 1                             | .5: The Gray Chapter            |
| 2014 | The Devil in I     | 123                   | 2                     | 135                   | 2                             | .5: The Gray Chapter            |
| 2015 | Custer             | -                     | 28                    | -                     | -                             | .5: The Gray Chapter            |
| 2015 | Killpop            | -                     | 10                    | -                     | 28                            | .5: The Gray Chapter            |
| 2016 | Goodbye            | -                     | 22                    | -                     | -                             | .5: The Gray Chapter            |
| 2018 | All Out Life       | -                     | 17                    | 99                    | 7                             | -                               |
| 2019 | Unsainted          | 120                   | 10                    | 68                    | 2                             | We Are Not Your Kind            |
| 2019 | Solway Firth       | -                     | -                     | -                     | 14                            | We Are Not Your Kind            |
| 2019 | Birth of the Cruel | -                     | -                     | -                     | 9                             | We Are Not Your Kind            |
| 2019 | Nero Forte         | -                     | 18                    | 84                    | 4                             | We Are Not Your Kind            |

## Soundtracks
- "I Am Hated" – brugt i Rollerball
- "My Plague (New Abuse Mix)" – brugt i Resident Evil
- "Snap" – brugt i Freddy vs. Jason
- "Vermilion" – brugt i Resident Evil: Apocalypse
- "Vermilion Pt. 2 (Bloodstone Mix)" – brugt i Underworld: Evolution
- "Wait and Bleed (Terry Date Mix)" – brugt i Scream 3

## Musikvideoer
- "Surfacing" (live) (1999)
- "Wait and Bleed" (live) (1999)
- "Spit It Out" (1999)
- "Wait and Bleed" (2000)
- "Left Behind" (2001)
- "My Plague" (2002)
- "People Equal Shit" (live) (2002)
- "The Heretic Anthem" (live) (2002)
- "Duality" (2004)
- "Vermilion" (2004)
- "Vermilion Pt. 2" (2004)
- "Before I Forget" (2005)
- "The Nameless" (2005)
- "The Blister Exists" (2007)
- "Psychosocial" (2008)
- "Dead Memories" (2008)
- "Sulphur" (2009)
- "Snuff" (2009)
- "The Negative One" (2014)
- "The Devil in I" (2014)
- "Killpop" (2015)
- "XIX" (2015)
- "The Shape" (live) (2017)
- "All Out Life" (2018)
- "Unsainted" (2019)
- "Solway Firth" (2019)
- "Nero Forte" (2019)

## Videografi
- Welcome To Our Neighborhood – (1999) (Platinum)
- Disasterpieces – (2002) (3x Platinum)
- Voliminal: Inside The Nine – (5. december, 2006) (Platinum)

## Uudgivede albums og demoer
- Mate. Feed. Kill. Repeat. - (1996)
- Crowz – (1997)
- Roadrunner Records Demo – (1997)